# Elizabeth Perkins
Elizabeth Ann Perkins (ur. 18 listopada 1960 roku w Nowym Jorku) – amerykańska aktorka filmowa, telewizyjna i teatralna.

## Życiorys
Urodziła się jako najmłodsza z trzech córek Jamesa Perkinsa, farmera, pisarza i biznesmena, i Jo Williams, terapeutki konsultantki uzależnień od narkotyków i pianistki. Jej dziadkowie ze strony ojca byli greckimi emigrantami, którzy zmienili nazwisko Pisperikos na Perkins. Dorastała Vermont, zanim jej rodzice rozwiedli się w 1963 roku. Po ukończeniu szkoły średniej Northfield Mount Hermon School, w 1981 otrzymała dyplom ukończenia wydziału aktorstwa trzyletniej Goodman School of Drama przy DePaul University w Chicago. W 1984 roku zadebiutowała na scenie teatralnej Broadwayu w inscenizacji Neila Simona Wspomnienia z Brighton Beach (Brighton Beach Memoirs). Później związała się z grupą Playwrights Horizon, The Ensemble Studio Theatre, New York Shakespeare Festival oraz Steppenwolf Theater.
Po swojej debiutanckiej roli kinowej jako Joan w melodramacie komediowym Ta ostatnia noc (About Last Night..., 1986), adaptacji sztuki Davida Mameta u boku Roba Lowe, Demi Moore i Jamesa Belushi, znalazła się na liście Obiecujących Nowych Aktorów Światowego Ekranu Johna Willisa. Później zagrała w komediach Strzał z biodra (From the Hip, 1987) i Duży (Big, 1988) z Tomem Hanksem. W kolejnych latach grała m.in. Ann Kaye w dramacie obyczajowym Barry’ego Levinsona Avalon (1990) oraz postać pacjentki chorej na nowotwór złośliwy w dramacie Doktor (The Doctor, 1991) z Williamem Hurtem.
Następnie zagrała w melodramacie komediowym Jego zdaniem, jej zdaniem (He Said, She Said, 1991) z Kevinem Baconem, Anthony LaPaglią i Sharon Stone, filmie familijnym Cud na 34. ulicy, dramacie 28 dni (28 Days, 2000) z Sandrą Bullock i Viggo Mortensenem, melodramacie telewizyjnym HBO Gdyby ściany mogły mówić 2 (If These Walls Could Talk 2, 2000) u boku Vanessy Redgrave.
Za rolę Celii Hodes w serialu Trawka (Weeds, 2005–2009) zdobyła trzy nominacje do nagród Emmy i po dwie do Złotego Globu i Złotego Satelity.

## Życie prywatne
W 1984 roku wyszła za mąż za Terry’ego Kinneya, aktora z Chicago, lecz rozwiedli się w 1988. W 2000 poślubiła urodzonego w Argentynie operatora filmowego Julio Macata, ojca trzech synów: Maxmilliana, Alexandra i Andreasa.
Ma córkę, Hannah Jo, (ur. 1991), ze związku z Maurice’em Phillipsem.